# Jerónimo de Mascarenhas
Jerónimo de Mascarenhas (Lisboa, 1611 - Segovia, 1671) fue un eclesiástico y escritor hispano-portugués. 

## Biografía
Hijo de Jorge Mascarenhas, marqués de Montalvão que después fue virrey del Brasil, y de Francisca de Vilhena, se doctoró en teología en la universidad de Coímbra. Era canónigo de la catedral de esta ciudad cuando en 1640 se produjeron en Portugal las revueltas con las que comenzaron el proceso de su independencia de España; Mascareñas tomó el partido hispanófilo, debiendo exiliarse en Madrid, en cuya corte fue bien recibido. 
Nombrado caballero, y después definidor general, de la orden de Calatrava, sumiller de cortina de Felipe IV, miembro del Consejo de Órdenes y del Consejo de Portugal. 
Presentado para obispo de Leiría y gran prior de Guimaraes, en Portugal, no pudo tomar posesión de ninguno de estos cargos por la tensa situación política existente entre ambos países. Capellán y limosnero mayor de la casa de Mariana de Austria, recién casada con el rey de España, tutor del príncipe Carlos y desde 1668 obispo de Segovia. 
Dejó escritas varias obras, casi todas en castellano, la mayor parte de las cuales permanecen inéditas. 
| Predecesor: Diego Escolano y Ledesma | Obispo de Segovia 1668 – 1671 † | Sucesor: Matías Moratinos Santos |